# Dicheirotrichus
Dicheirotrichus is een geslacht van kevers uit de familie van de loopkevers (Carabidae). De wetenschappelijke naam van het geslacht is voor het eerst geldig gepubliceerd in 1857 door Jacquelin du Val.

## Soorten
Het geslacht Dicheirotrichus omvat de volgende soorten:
- Dicheirotrichus abdominalis (Motschulsky, 1844)
- Dicheirotrichus alticola Bates, 1878
- Dicheirotrichus angularis (Reitter In Tschitscherine, 1899)
- Dicheirotrichus angustulus J.sahlberg, 1880
- Dicheirotrichus arnoldii (Kryzhanovskij & Atamuradov, 1989)
- Dicheirotrichus bradycelliformis Reitter, 1900
- Dicheirotrichus chloroticus (Dejean, 1829)
- Dicheirotrichus cognatus (Gyllenhal, 1827)
- Dicheirotrichus coreanus Mlynar, 1974
- Dicheirotrichus cymindiformis (Reitter, 1901)
- Dicheirotrichus desertus (Motschulsky, 1849)
- Dicheirotrichus discicollis (Dejean, 1829)
- Dicheirotrichus discolor (Faldermann, 1836)
- Dicheirotrichus externepunctatus (Reitter In Tschitscherine, 1899)
- Dicheirotrichus glasunowi (Tschitscherine, 1899)
- Dicheirotrichus godarti (E.jacquet, 1882)
- Dicheirotrichus grumi (Tschitscherine, 1899)
- Dicheirotrichus gustavii Crotch, 1871
- Dicheirotrichus hauseri (Reitter, 1894)
- Dicheirotrichus henoni (Bedel In Tschitscherine, 1899)
- Dicheirotrichus himalayanus Kataev & Wrase, 2006
- Dicheirotrichus kozlowi (Tschitscherine, 1899)
- Dicheirotrichus lacustris (L.redtenbacher, 1858)
- Dicheirotrichus latimanus Kataev & Wrase, 2006
- Dicheirotrichus maculicollis (Reitter, 1894)
- Dicheirotrichus mannerheimii (R.F.Sahlberg, 1844)
- Dicheirotrichus medvedevi (Kabak & Kataev, 1993)
- Dicheirotrichus microderus (Solsky, 1874)
- Dicheirotrichus obscuricollis (Reitter In Tschitscherine, 1899)
- Dicheirotrichus obscuricornis (Reitter In Tschitscherine, 1899)
- Dicheirotrichus obsoletus (Dejean, 1829)
- Dicheirotrichus pallidus (Dejean, 1829)
- Dicheirotrichus parvicollis (Tschitscherine, 1900)
- Dicheirotrichus placidus (Gyllenhal, 1827)
- Dicheirotrichus potanini (Tschitscherine, 1899)
- Dicheirotrichus punctatellus (Reitter, 1894)
- Dicheirotrichus punicus Bedel, 1899
- Dicheirotrichus roborowskii (Tschitscherine, 1899)
- Dicheirotrichus rufithorax (C.R.Sahlberg, 1827)
- Dicheirotrichus semenowi (Tschitscherine, 1899)
- Dicheirotrichus sichuanensis Kataev & Wrase, 1996
- Dicheirotrichus stenothorax (Kabak & Kataev, 1993)
- Dicheirotrichus subangularis Kataev & Wrase, 2006
- Dicheirotrichus tenuimanus Bates, 1873
- Dicheirotrichus tolli Kataev & Shilenkov, 1996
- Dicheirotrichus transcaspicus (Tschitscherine, 1899)
- Dicheirotrichus tscheresovae (Komarov, 1995)
- Dicheirotrichus tschitscherini (Reitter In Tschitscherine, 1899)
- Dicheirotrichus ustulatus (Dejean, 1829)